# Morane-Saulnier AI
Die Morane-Saulnier AI war ein französisches Schirmeindecker-Jagdflugzeug und kam ab 1918 im Ersten Weltkrieg zum Einsatz.

## Entwicklung
Nachdem im Herbst 1915 die Morane-Saulnier-N-Kampfeinsitzer durch die überlegene Nieuport 11 „Bébé“ ersetzt wurden, verlegte sich Morane-Saulnier 1916 auf die Produktion von Aufklärungsflugzeugen. Dazu zählten neben der zweimotorigen Morane-Saulnier T der Doppeldecker BB und der Schirmeindecker Morane-Saulnier P. Erst 1917 versuchten Robert und Léon Morane zusammen mit Raymond Saulnier erneut, einen Kampfeinsitzer zu bauen: Die Doppeldecker AF und sein Pendant als Schirmeindecker – die AI– entstanden.
Die AF besaß den 120-PS-Le-Rhône-9J-Umlaufmotor sowie nach hinten abgewinkelte Tragflächen mit Querstreben und den für Morane typischen runden, leinwandbespannten Rumpf mit dem dreieckförmig auslaufenden Heckleitwerk.

## Einsatz
Während die vermutlich weniger leistungsfähige AF offensichtlich nicht in Serie ging, wurde die AI als M.S.27 C-1 (C = Kampfflugzeug) in Serienproduktion gegeben und Ende 1917 ausgeliefert. Die Maschine wurde entweder vom 120-PS-Le-Rhône- oder dem 160-PS-Gnôme-Monosoupape-9N-Umlaufmotor angetrieben, der mit einer runden Motorhaube verkleidet war, in der unteren Hälfte mit sieben Löchern zur Motorkühlung. Zur besseren Sicht war in der oberen Tragfläche ein halbkreisförmiger Ausschnitt über dem Cockpit freigelassen worden. Mit Ausnahme des holzverkleideten Segments zwischen Motorhaube und Cockpit waren die hölzernen Rahmenteile, Streben und Flügelrippen stoffbespannt. Auffällig war die unkonventionelle Verstrebung, die Tragfläche und Rumpf miteinander verband. Wie auch andere Morane-Saulniers wurde der vordere Fahrwerksrahmen durch eine zusätzliche V-Strebe verstärkt.
Die Maschine wurde in der Version M.S.27 C-1 mit einem oder bei der Ausführung M.S.29 C-1 mit zwei starr nach vorn gerichteten synchronisierten Vickers-MGs bewaffnet.
Zunächst erhielt die Escadrille 156 im Januar 1918 die neuen AI. Trotz einiger Stabilitätsprobleme schätzten die Piloten deren gute Handhabung. Einzelne AI liefen auch anderen Staffeln zu (Escadrille 158, Escadrille 161). Dennoch blieb die Kritik bestehen, die Morane Saulnier AI leide neben unterlegener Motorleistungen an einer zu schwach gebauten Zelle – den Kunstfliegern Fronval und Joyce gelang es später, hintereinander 1111 Loopings zu fliegen, was nachdrücklich diese Behauptung widerlegte. Im März 1918 wurden die verbliebenen AI in den Fronteinheiten durch SPAD S.XIII ersetzt und an Ausbildungseinheiten abgegeben.
Etwa 1100 AI, die meisten unter der Bezeichnung M.S.30 E-1 (E = Schulflugzeug) mit 120-PS-Le-Rhône-Umlaufmotor wurden hergestellt, davon erhielten die American Expeditionary Forces 55, die belgische Fliegertruppe drei Stück als Jagdtrainer.
Nach dem Krieg wurden viele AI – überwiegend ummotorisiert auf 130-PS-Clerget-Umlaufmotoren – noch jahrelang weiterverwendet.

## Varianten
M.S. 27 C-1
Serienflugzeug mit einem Vickers-MG 0.303in (7,7 mm)
M.S. 29 C-1
Serienflugzeug mit zwei Vickers-MG 0.303in (7,7 mm)
M.S. 30 E-1
Fortgeschritten-Schulflugzeug mit 120-PS-Le-Rhone-9Jb- oder 135-PS-Le-Rhone-9Jby-Umlaufmotor
M.S. 30 E-1bis
Fortgeschritten-Schulflugzeug mit 90-PS-Le-Rhone-9Jby-Umlaufmotor

## Einsatzländer
Belgien
 Frankreich
- Aéronautique Militaire
  - Escadrille 156
  - Escadrille 158
  - Escadrille 161

 Japan
 Peru
 Polen
 Russland
 Schweiz
 Vereinigte Staaten
- American Expeditionary Force

## Verbliebene Exemplare
Drei AI sind heute noch in flugfähigem Zustand in La Ferté-Alais: Die N°1567 wurde von der Memorial Flight Association 1991 restauriert und flog erstmals wieder 1993. Sie trägt die Abzeichen der Escadrille 160 „les Diables rouges“ („Die roten Teufel“). Die zweite flog erstmals 2006 mit der Farbgebung des Flugzeugs von Charles Nungesser. Eine dritte Maschine befindet sich noch in der Restaurierung.

## Technische Daten

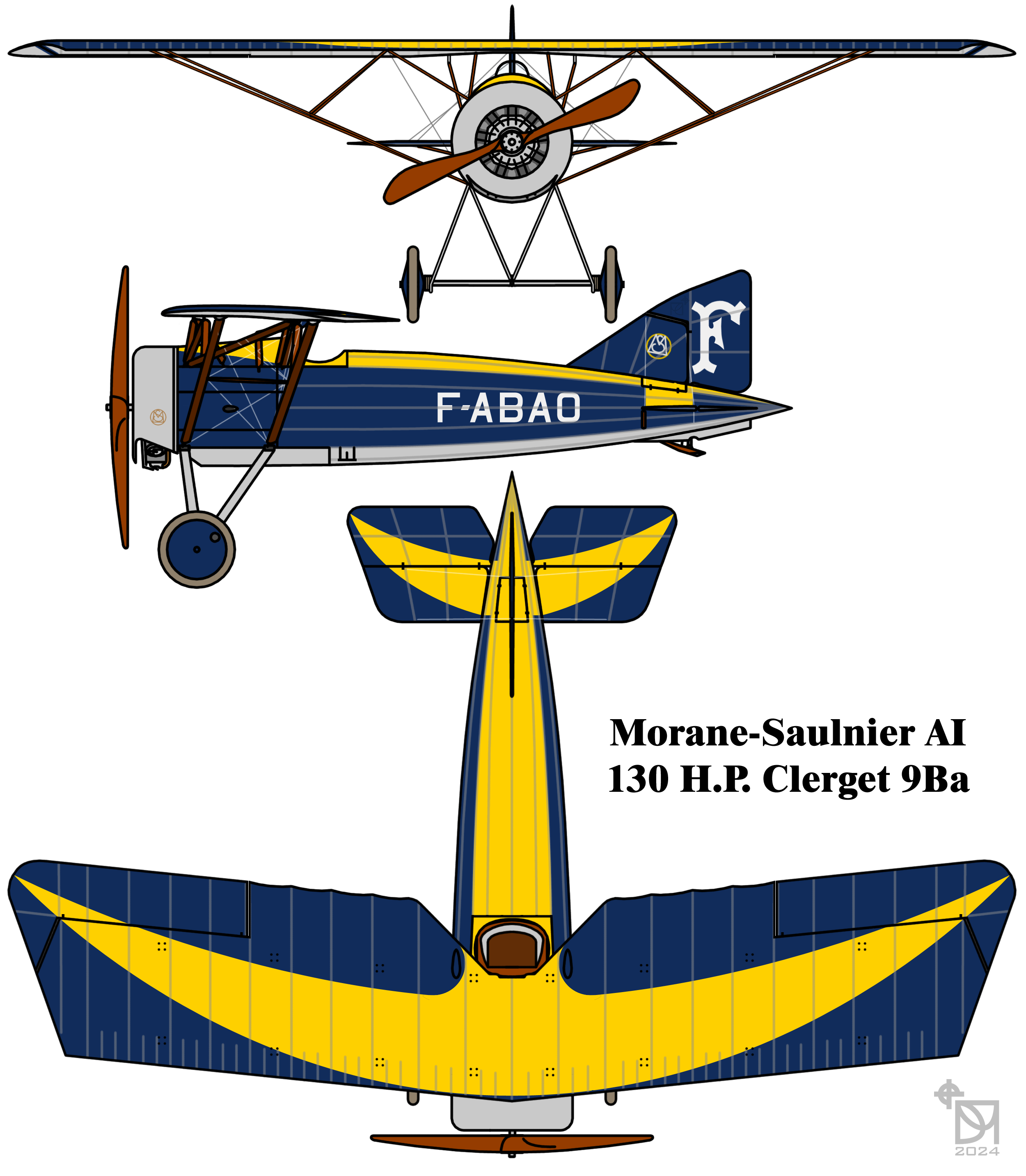
Morane-Saulnier MS.30E.1 / AI

| Kenngröße             | Daten Type AI (M.S. 27 bzw. 29 C-1)                                                         |
| --------------------- | ------------------------------------------------------------------------------------------- |
| Besatzung             | 1                                                                                           |
| Länge                 | 5,63 m                                                                                      |
| Spannweite            | 8,50 m                                                                                      |
| Höhe                  | 2,41 m                                                                                      |
| Flügelfläche          | 13,39 m²                                                                                    |
| Flügelstreckung       | 5,4                                                                                         |
| Leermasse             | 414 kg                                                                                      |
| Startmasse            | 650 kg                                                                                      |
| max. Startmasse       | 674 kg                                                                                      |
| Antrieb               | 1 × Umlaufmotor Le Rhône, 120 PS (ca. 90 kW) oder Gnôme 9N Monosoupape, 160 PS (ca. 120 kW) |
| Höchstgeschwindigkeit | 208 km/h in 2000 m                                                                          |
| Steigrate             | 2000 m in 2:55 min                                                                          |
| max. Flugdauer        | 2,5 h                                                                                       |
| Dienstgipfelhöhe      | 7000 m                                                                                      |
| Bewaffnung            | 1–2 × 7,7-mm-Vickers-MG                                                                     |
| Stückzahl             | ca. 110                                                                                     |